# توماس جوزيف كامبل
توماس جوزيف كامبل (بالإنجليزية: Thomas Joseph Campbell)‏ هو قاضي وسياسي بريطاني (وحمل سابقاً جنسية المملكة المتحدة لبريطانيا العظمى وأيرلندا)، ولد في 14 ديسمبر 1871 في بلفاست في المملكة المتحدة، وتوفي في 3 مايو 1946. حزبياً، نشط في Nationalist Party ‏. وقد انتخب عضو برلمان أيرلندا الشمالية وانتخب Member of the Senate of Northern Ireland ‏.